# Mary Beth Evans
Mary Beth Evans, född 7 mars 1961 i Pasadena i Kalifornien, är en amerikansk skådespelare. Hon är mest känd för sin roll som Kayla Brady Deveraux Johnson i såpoperan Våra bästa år från juli 1986 till maj 1992. 
Den 12 juni 2006 gjorde Evan comeback i Våra bästa år, som Kayla.

## Privatliv
Evans är sedan 1985 gift med Dr. Michael Schwartz, och tillsammans har de tre barn: Daniel Luke (född 1987), Katherine Elizabeth (född 1990), och Matthew Joseph (född 1993).